# سان پلگرینو ترمه
سان پلگرینو ترمه (به ایتالیایی: San Pellegrino Terme) کومونه‌ای در ایتالیا است که در استان برگامو واقع شده‌است. این کمونه در دره برمبانا قرار دارد و نوشیدنی آب معدنی کربناته سان پلگرینو در این مکان تولید می‌شود.
چند اثر هنر نو مربوط به آغاز سدهٔ بیستم میلادی از جمله کازینو، گرند هتل و ترمه (حمام) در این شهر بنا شده‌اند. پس از بسته شدن گرند هتل در سال ۱۹۷۹ شهر در حال متروکه شدن است.
مرحلهٔ هجدهم جیرو دیتالیای ۲۰۱۱ در سان پلگرینو ترمه به پایان رسید.
سان پلگرینو ترمه ۲۲ کیلومتر مربع مساحت و ۴٬۹۷۴ نفر جمعیت دارد و ۳۵۸ متر بالاتر از سطح دریا واقع شده‌است.

## خواهرخوانده
شهرهای بورگدورف، سوئیس، لارینو و La Salle-les-Alpes خواهرخوانده‌های سان پلگرینو ترمه هستند.